# Tours-en-Savoie
Pour les articles homonymes, voir Tours (homonymie).
Tours-en-Savoie est une commune française située dans le département de la Savoie, en région Auvergne-Rhône-Alpes.
Les habitants de Tours-en-Savoie s'appellent les Tourserains et étaient au nombre de 910 au recensement de 2019. La superficie est de 15,3 km2.

## Géographie

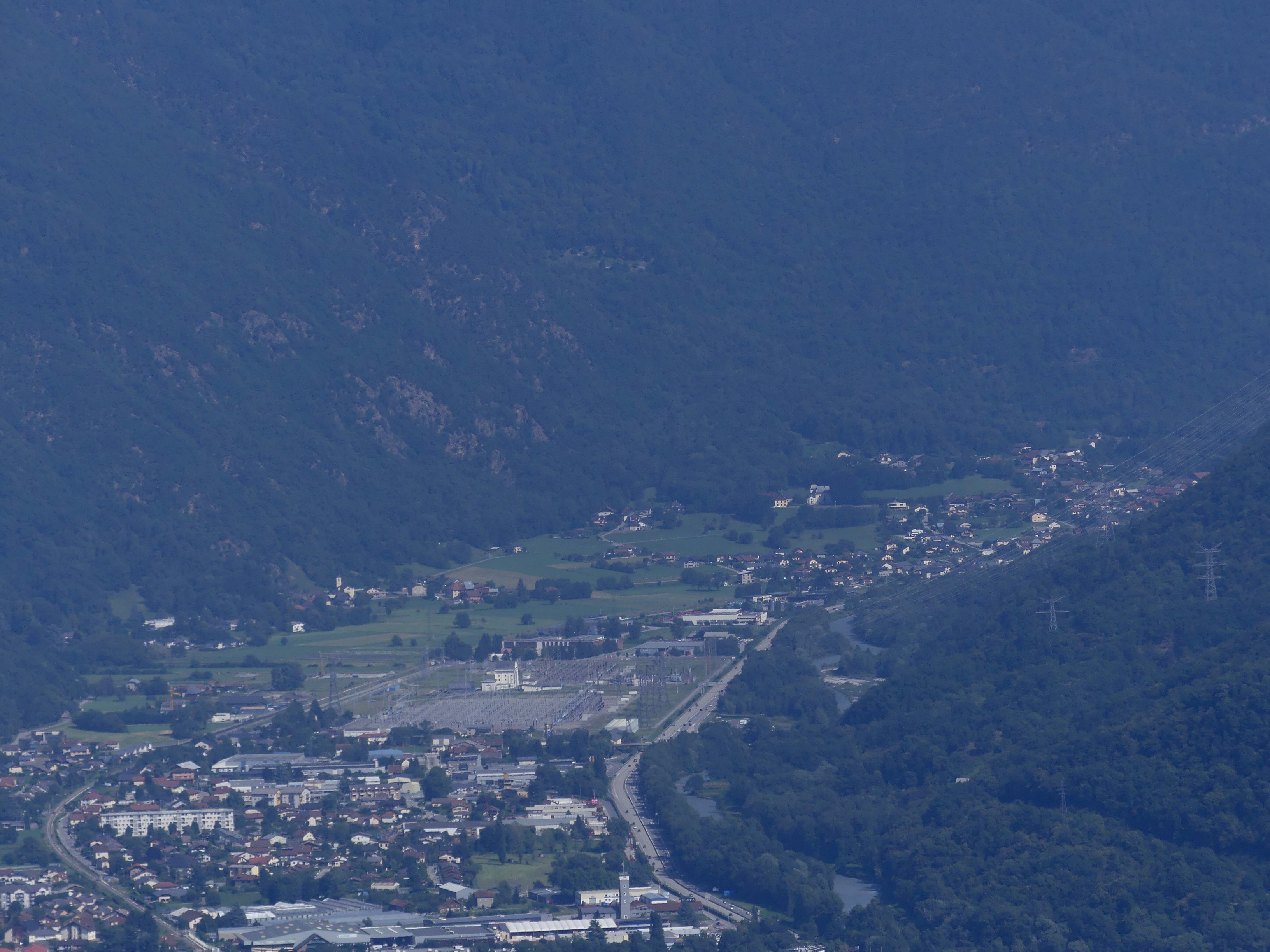
Tours-en-Savoie en Tarentaise.

Village situé à l'entrée de la vallée de la Tarentaise. Le point culminant de la commune est la pointe de la Grande Journée dans le massif du Beaufortain.
Tours-en-Savoie est une commune située dans le département de la Savoie en région Auvergne-Rhône-Alpes. La commune appartient au canton d'Albertville-1 et à l'arrondissement d'Albertville. Elle se situe à une altitude de 400 mètres environ.

## Urbanisme

### Typologie
Au 1er janvier 2024, Tours-en-Savoie est catégorisée commune rurale à habitat dispersé, selon la nouvelle grille communale de densité à sept niveaux définie par l'Insee en 2022.
Elle appartient à l'unité urbaine d'Albertville, une agglomération intra-départementale regroupant 17  communes, dont elle est une commune de la banlieue,,. Par ailleurs la commune fait partie de l'aire d'attraction d'Albertville, dont elle est une commune de la couronne,. Cette aire, qui regroupe 30 communes, est catégorisée dans les aires de 50 000 à moins de 200 000 habitants,.

### Occupation des sols
L'occupation des sols de la commune, telle qu'elle ressort de la base de données européenne d’occupation biophysique des sols Corine Land Cover (CLC), est marquée par l'importance des forêts et milieux semi-naturels (89,5 % en 2018), en diminution par rapport à 1990 (91,3 %). La répartition détaillée en 2018 est la suivante : 
forêts (68,5 %), espaces ouverts, sans ou avec peu de végétation (12,8 %), milieux à végétation arbustive et/ou herbacée (8,3 %), zones urbanisées (4,2 %), zones agricoles hétérogènes (3 %), zones industrielles ou commerciales et réseaux de communication (2,7 %), prairies (0,5 %).
L'IGN met par ailleurs à disposition un outil en ligne permettant de comparer l’évolution dans le temps de l’occupation des sols de la commune (ou de territoires à des échelles différentes). Plusieurs époques sont accessibles sous forme de cartes ou photos aériennes : la carte de Cassini (XVIIIe siècle), la carte d'état-major (1820-1866) et la période actuelle (1950 à aujourd'hui).

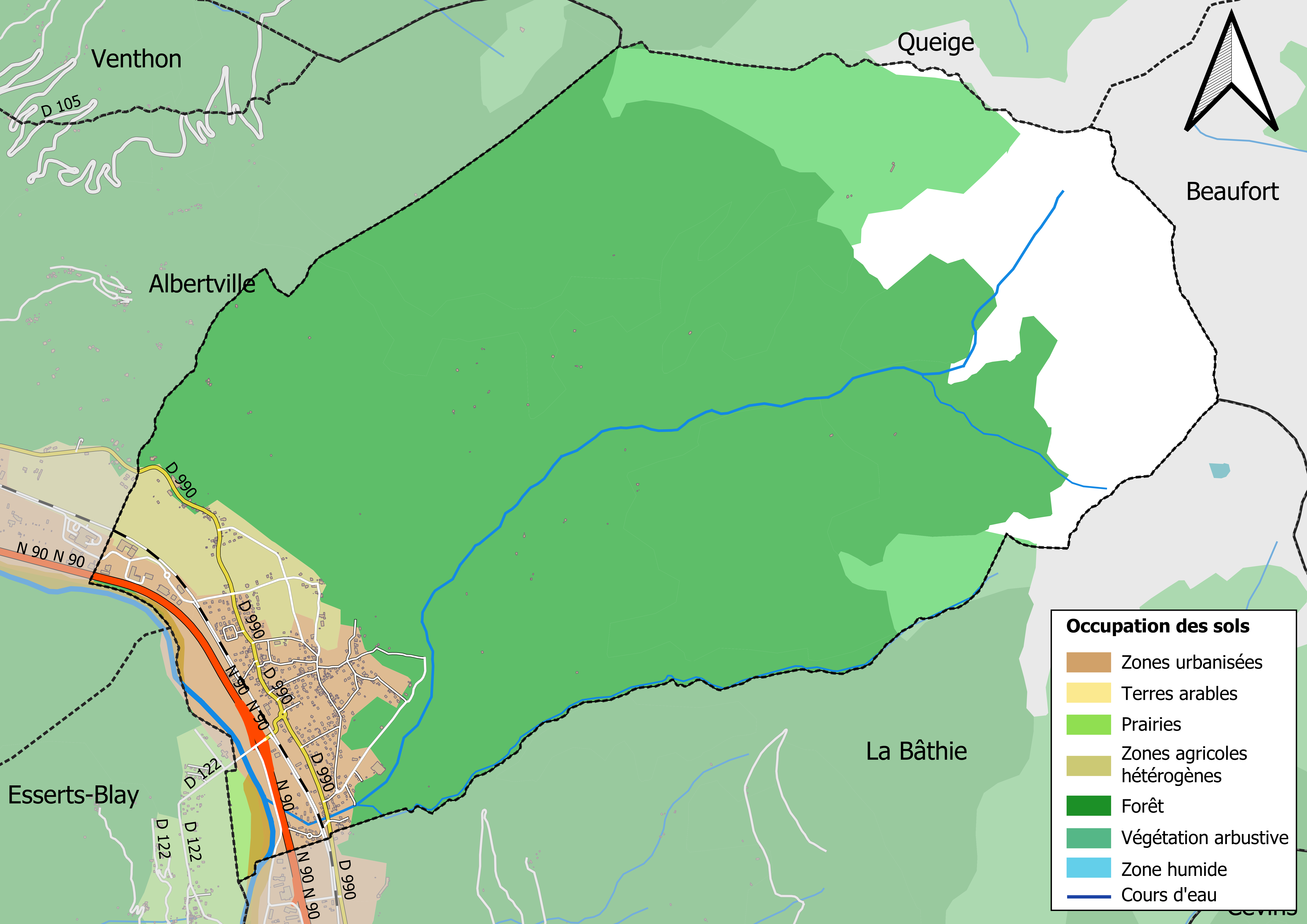
Carte des infrastructures et de l'occupation des sols en 2018 (CLC) de la commune.
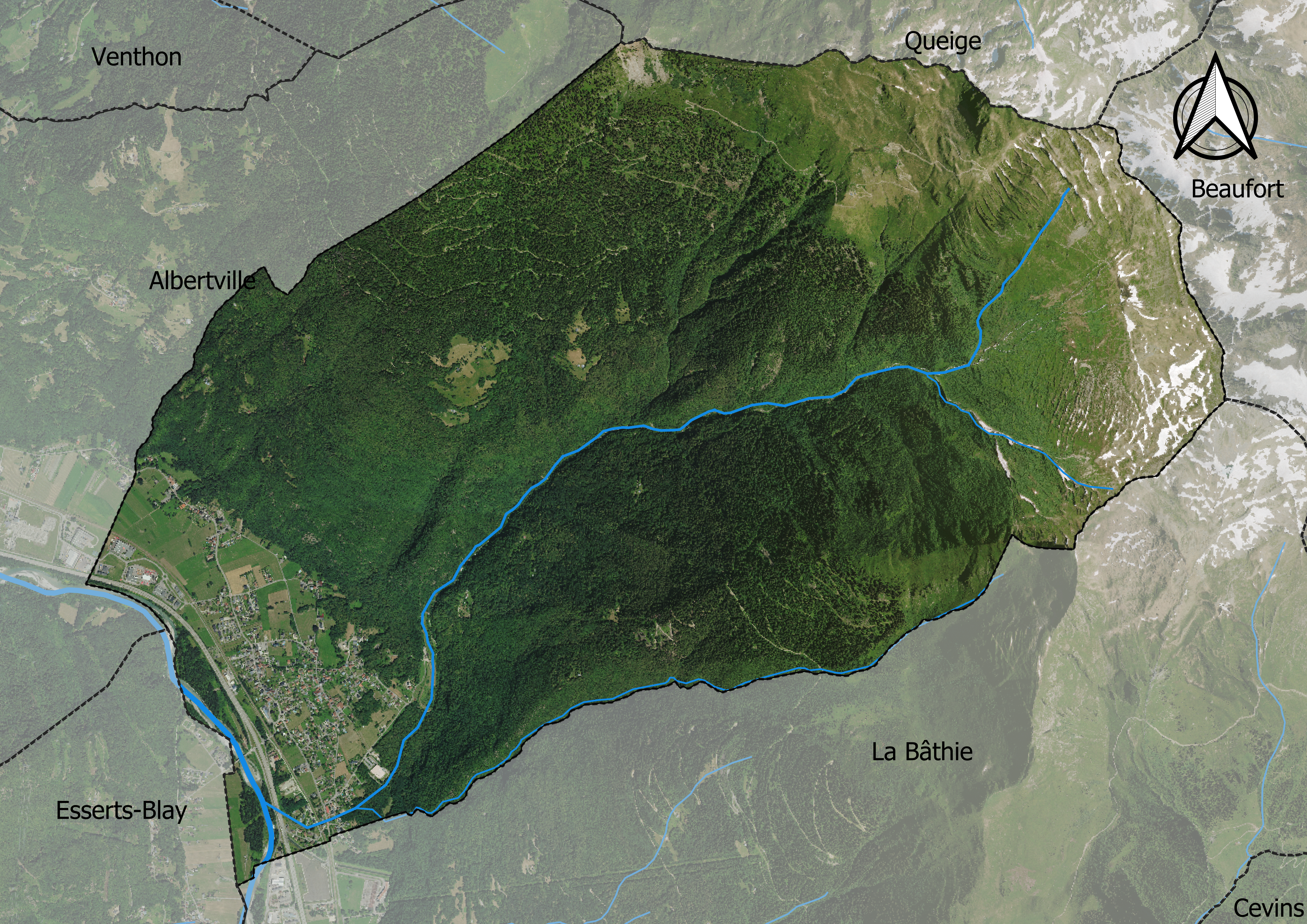
Carte orthophotogrammétrique de la commune.

## Toponymie
Le toponyme de la paroisse et de la commune a évolué. On trouve les formes anciennes de Tours ou encore Tours-en-Tarentaise. Tours-en-Savoie devient le nom officiel de la commune à la suite du décret du 17 juin 1941.
En francoprovençal, le nom de la commune s'écrit Tornon, selon la graphie de Conflans.

## Politique et administration
| Période                                  | Période   | Identité       | Étiquette | Qualité |
| ---------------------------------------- | --------- | -------------- | --------- | ------- |
| mars 2001                                | mars 2014 | Florian Drouet | UMP       |         |
| mars 2014                                | 2020      | Chantal Martin | LR        |         |
| 2020                                     | En cours  | Yann Mandret   |           |         |
| Les données manquantes sont à compléter. |           |                |           |         |

Auparavant, M. Lapierre (retraité de la fonction publique, transport), M. Machetto (entrepreneur), M. Burquier (arboriculteur), M. Paillardet (industriel) ont été maires.

## Population et société

### Démographie
Ses habitants sont appelés les Tourseraines et les Tourserains.

L'évolution du nombre d'habitants est connue à travers les recensements de la population effectués dans la commune depuis 1793. Pour les communes de moins de 10 000 habitants, une enquête de recensement portant sur toute la population est réalisée tous les cinq ans, les populations de référence des années intermédiaires étant quant à elles estimées par interpolation ou extrapolation. Pour la commune, le premier recensement exhaustif entrant dans le cadre du nouveau dispositif a été réalisé en 2004.

En 2022, la commune comptait 905 habitants, en évolution de −6,8 % par rapport à 2016 (Savoie : +3,63 %, France hors Mayotte : +2,11 %).
| 1793 | 1800 | 1806 | 1822 | 1838 | 1848 | 1858 | 1861 | 1866 |
| ---- | ---- | ---- | ---- | ---- | ---- | ---- | ---- | ---- |
| 462  | 456  | 478  | 560  | 649  | 592  | 567  | 539  | 534  |

| 1872 | 1876 | 1881 | 1886 | 1891 | 1896 | 1901 | 1906 | 1911 |
| ---- | ---- | ---- | ---- | ---- | ---- | ---- | ---- | ---- |
| 505  | 489  | 485  | 509  | 529  | 521  | 513  | 516  | 476  |

| 1921 | 1926 | 1931 | 1936 | 1946 | 1954 | 1962 | 1968 | 1975 |
| ---- | ---- | ---- | ---- | ---- | ---- | ---- | ---- | ---- |
| 414  | 400  | 358  | 390  | 481  | 503  | 636  | 578  | 647  |

| 1982 | 1990 | 1999 | 2004 | 2006 | 2009 | 2014 | 2019 | 2022 |
| ---- | ---- | ---- | ---- | ---- | ---- | ---- | ---- | ---- |
| 698  | 786  | 741  | 800  | 854  | 849  | 941  | 910  | 905  |

### Enseignement
La commune de Tours-en-Savoie est située dans l'académie de Grenoble. En 2015, elle administre une école primaire, « la Cerisanne », regroupant 103 élèves. L'école primaire comptait 28 élèves en 2001 et 100 à la rentrée 2008. Pour faire face à l'augmentation du nombre d'élèves (grâce au développement des logements d'habitations), des bâtiments modulaires sont installés dans l'espace de récréation.

## Économie
La commune est le siège des groupes Tivoly, Socamate , TA3V et Base Camp Lodge.
Dans la zone montagne, située à proximité de la gare SNCF du village (mais il n'y a plus de desserte SNCF depuis la fin des années 1990), beaucoup d'entrepreneurs ont pris la précaution de construire des logements pour le personnel au-dessus des ateliers, magasins ou dépôts.

### Appellation d'origine contrôlée
La commune est classée en zone AOC Beaufort, les alpages soumis aux risques d'avalanches ont été réhabilités, grâce à des subventions de la Région Rhône-Alpes.

### Industrie

#### Lucien Tivoly, la première génération (1917-1961)

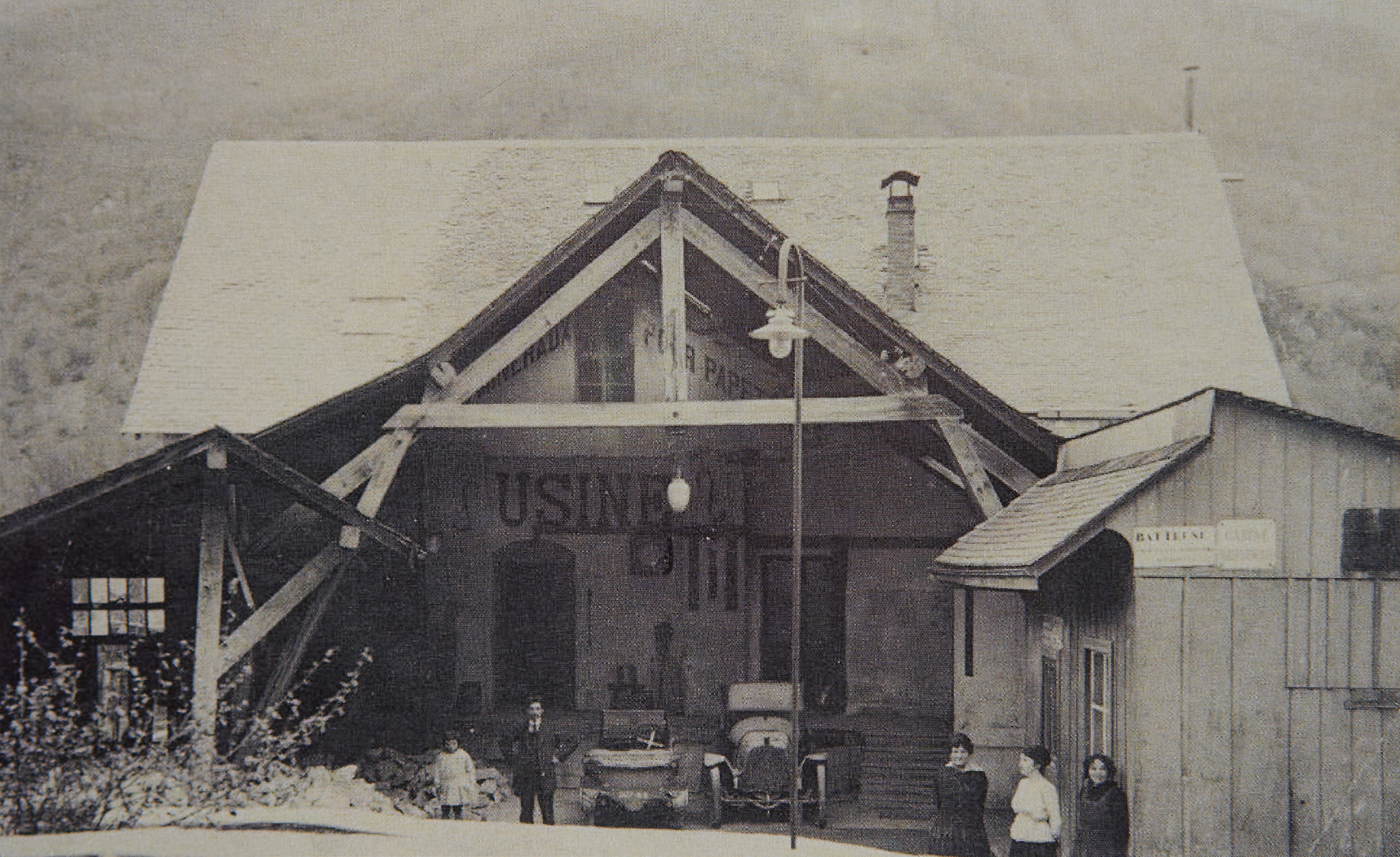
Le premier atelier de Tivoly, ancienne usine de concassage de plâtre

Nul ne pouvait imaginer au début du XXe siècle que la commune de Tours (devenue Tours-en-Savoie par décret du 17 juin 1941) devait être le berceau d’une entreprise qui tient aujourd’hui la vedette dans sa spécialité. Avec ses quelque 400 habitants rien ne la distinguait des petites communes à l’entrée de la Tarentaise lorsque Lucien Tivoly y fonde en 1917 une petite usine de forets. Le jeune Parisien de 29 ans avait été mobilisé dans les Aciéries d’Ugine en 1916 alors reconverties en usine d’armements. Les autorités militaires, sensibles à son argumentation, avaient validé son projet d’une usine d’outils coupants dont le manque se faisait cruellement sentir depuis le début des hostilités avec l’Allemagne d’où la France les importait avant 1914. Après s’être rendu en Angleterre pour l’achat de machines, il fixe son choix sur cette commune distante d’Ugine d’une dizaine de kilomètres. Le premier  l’atelier de fabrication se présente sous la forme d’une cabane rustique mais, il  est en bordure de torrent et une centrale hydroélectrique est créée dès 1921. Avec des hauts et des bas, la production journalière de forets reconvertie à des usages civils se monte à 4 ou 5 000.
L’esprit inventif n’a jamais manqué au fondateur qui innove par des meubles de classement, par le foret extra-court, disposé en embout dans les chignoles (1935) mais les temps sont durs (crise économique, guerre mondiale) et la famille est frappée par l’adversité (mort accidentelle du fils Édouard en 1939). La reprise au lendemain du conflit est également assombrie par un accident et Lucien  met un temps son affaire en location sans jamais renoncer à l’innovation (acier HSS ou cobalt). Avant son décès en 1961, à l’âge de 73 ans, il a pris soin d’initier son petit-fils Jamy aux secrets du métier. Celui-ci ne sera pas à court d’idées et lance par exemple la vente des outils sous blister.

#### La croissance en Tarentaise (1961-1980)
Dans la conjoncture favorable des Trente Glorieuses un vigoureux  effort de productivité est entrepris, rendu plus urgent par la concurrence accrue de l'Allemagne dans le cadre de la CCE. Grâce à d'importants investissements, on passe de 5 000 forets par jour de 1952 à 17 000 en 1970 avec un effectif doublé, il est vrai (une cinquantaine d'emplois en 1972). Le souci de la qualité est encore plus impérieux : la perceuse électrique soumet le foret à des contraintes qui exigent l'emploi d'acier au tungstène et au vanadium ainsi que des traitements thermiques de surface de plus en plus complexes. Tivoly se maintient à un rang modeste et ne couvre au début des années 1970 que 7 % du marché français dans un contexte de forte concurrence nationale et internationale. Il y a longtemps que le chalet rustique au cœur du chef-lieu a été abandonné. Dès 1930 l'entreprise a pris ses aises dans un bâtiment moderne qui affiche longuement sa raison sociale  sur son fronton au lieudit La Comterie, au bord de la RN90 : Manufacture Française de Mèches Américaines, avouant du même coup sans chauvinisme ce que la corporation doit à Stephen A Morse, l'inventeur américain de ce précieux accessoire du bricoleur.
Ce n'était pourtant qu'un début. Plutôt stimulé par le climat de concurrence, bénéficiant d'un climat social exceptionnel, porté aussi par l'essor du bricolage, Tivoly réalise en quelques années une percée remarquable et conquiert en 1976 le premier rang en  France avec une production de 800 000 forets par mois soit plus de 30 000 par jour ouvrable. Le chiffre d'affaires a doublé ainsi que le personnel (100 emplois). La qualité a payé ainsi qu'un réseau commercial très efficace. Non seulement l'entreprise accroît sa part de marché sur le plan national mais ses ambitions se portent vers  l'exportation qui couvre déjà 10 % de son chiffre d'affaires. L'ampleur du succès justifie des perspectives de développement jusqu'à imaginer un doublement de la production et la création d'un nouvel atelier. Pour l'heure, on se satisfait de celui de Queige, au lieu-dit Plan Pitton, à l'entrée du Beaufortain avec 25 salariés (il fermera en 2000).

#### Le déploiement international (1978-2016)

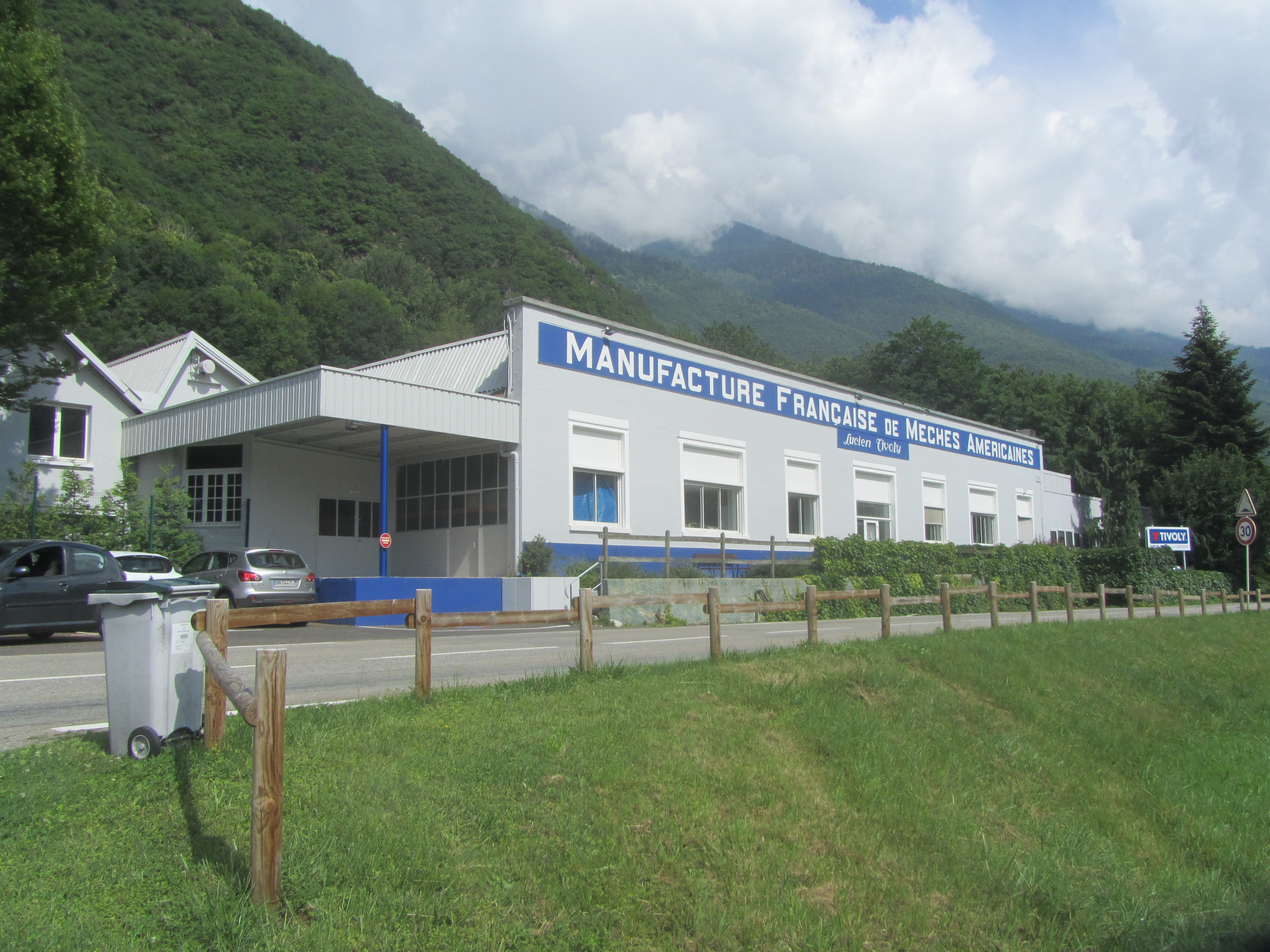
L'ancien bâtiment de Tivoly devenu siège social

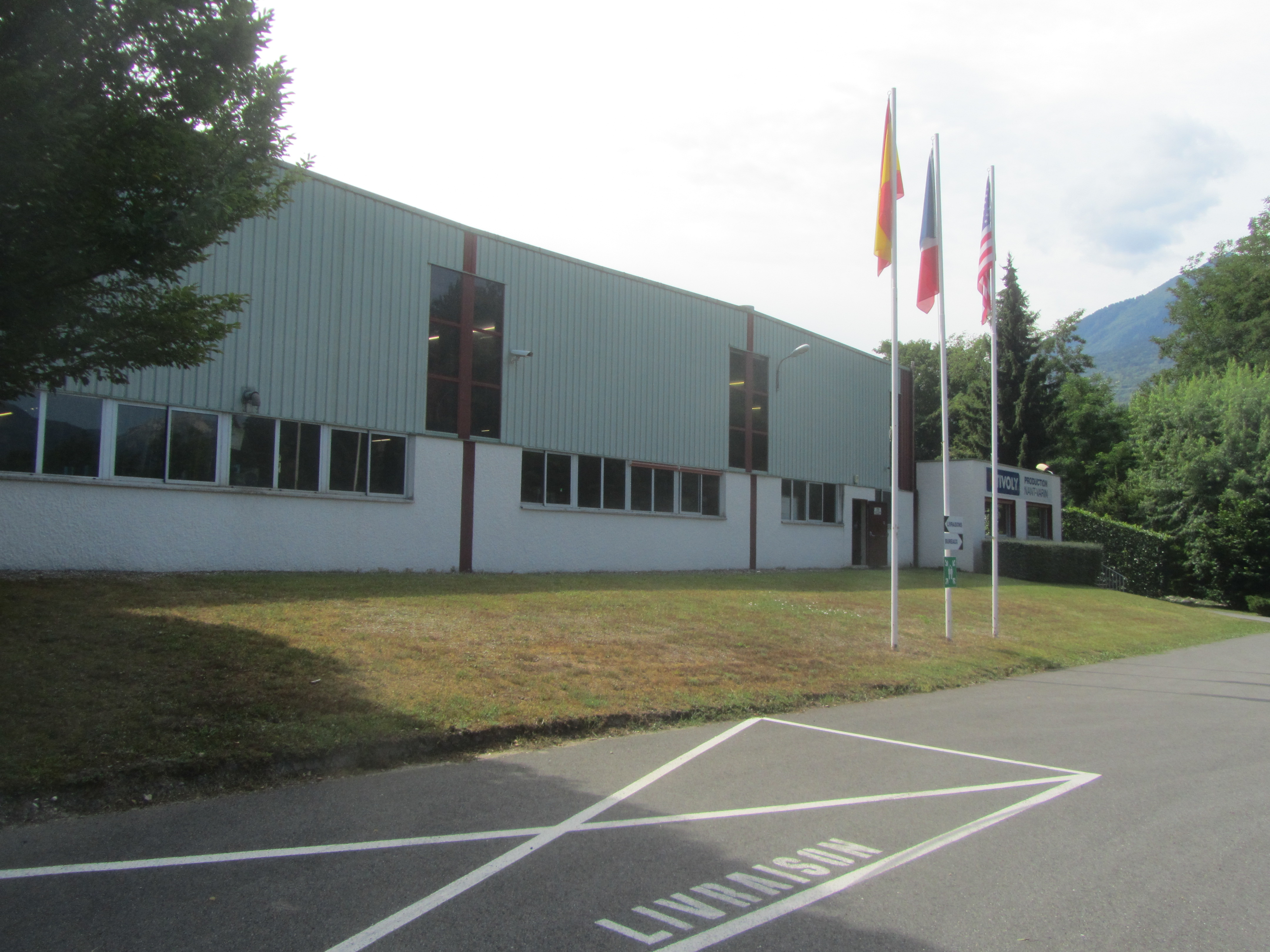
La nouvelle usine Nant Varin de Tivoly

L'entreprise ne s'est pas arrêtée en si bon chemin. Certes, l'encrage en Tarentaise reste prioritaire. Cela se lit sur le terrain. La Comterie ne suffit plus à contenir la croissance. Le bâtiment lui-même, doublé à proximité d'un deuxième en 1979 où est établie la direction, est devenu le siège social. La fabrication a été reportée en 1986 sur les bords du Nant Varin, de l'autre côté du chef-lieu. En 1992 est inauguré l'impressionnant centre de logistique de la Pachaudière (5 000 m2), sur la commune d'Albertville, mais en limite de Tours. À cette date a déjà commencé la croissance externe, par achat d'entreprises, en France d'abord grâce à la fusion avec la société DELTAL de Saint-Étienne en 1979. La tentation de l'étranger a débuté avec l'acquisition de la société Ardatz, aujourd'hui NECO, à Ellorio au Pays basque espagnol, au sud-est de Bilbao en 1988. Trois ans plus tard (1991), l'Atlantique est franchi avec la création de Tivoly Inc., à Derby Line, dans le Vermont, au contact immédiat de la frontière du Québec. Suivent l'achat en Grande-Bretagne d'Elite Tooling Ltd, à Rotherham, dans la banlieue de Sheffield en 2005 ; l'installation en Chine dans le centre névralgique de Shanghai en 2010;le retour en Amérique en 2015 avec la fondation de Tivoly SA dans la capitale mexicaine.

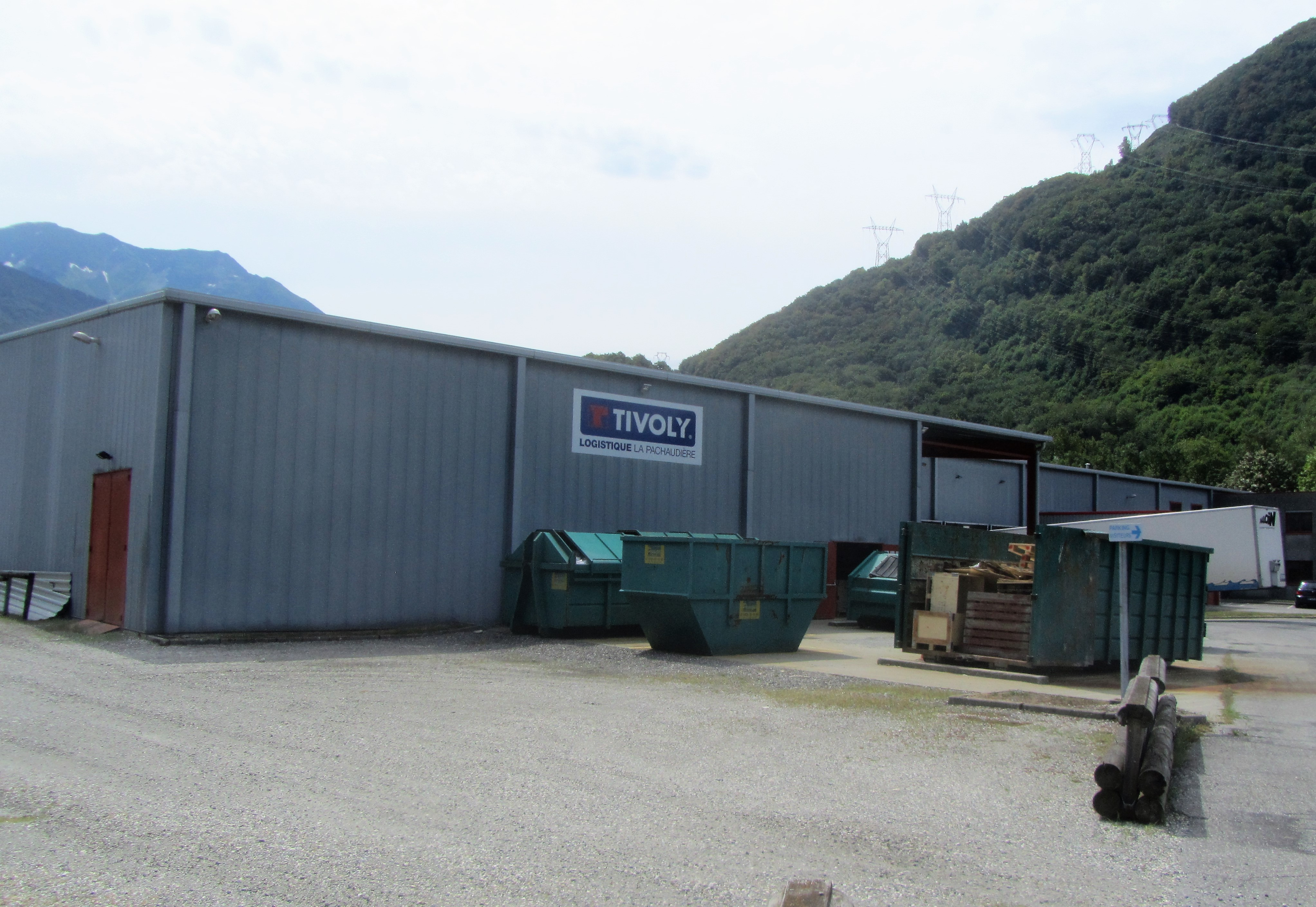
Le centre logistique deTivoly à la Pachaudière

Tivoly a assis sa réputation sur l'estime de la population tarine. On garde le souvenir de l'ancêtre qui a su tenir tête à l'occupant non sans prendre quelques risques et a distribué au personnel ses bénéfices de la période de guerre. Le monde sportif se félicite de voir l'entreprise sponsoriser la fameuse course de la Pierra Menta, dans le Beaufortain. La clientèle n'est plus seulement celle des bricoleurs mais aussi celle des industriels qui trouvent à s'équiper grâce à une gamme de produits très élargie dans les domaines les plus divers (automobile, transports, énergie, etc). L'introduction en bourse en 1986 a favorisé une politique d'investissements plus audacieuse.

#### 2016-2018: Des ambitions renouvelées
L'année 2016 a été marquée par un événement exceptionnel : l'achat de la société FFDM-PNEUMAT de Bourges. Ce seul énoncé est éloquent. Il révèle que Tivoly s'engage dans une voie où on ne l'attendait guère : la Fabrication de Fraises Dentaires et Mécaniques (FFDM) qui inclut celle des implants et des microscopes d'examen de la denture (l'endodontie). Et la maîtrise des instruments à compression d'air (PNEUMAT) renforce sa présence, entre autres, dans le domaine de l'aéronautique. Ces spécialités s'ajoutent à la gamme variée des forets, tarauds, disques et autres engins coupants. C'est désormais une gamme de 12 000 articles qui sont vendus au nombre  de près de 100 millions d'exemplaires en 2018, pour moitié à l'exportation. Le chiffre d'affaires a bondi de 18 % entre 2016 et 2017 (82,3 millions d'euros contre 69,6).Le bilan est aussi considérable en termes d'emploi. Au 31 décembre 2017, Tivoly compte 695 salariés se répartissant de manière à peu près égale entre  la France (359 soit 51,6 %) et l'étranger (336 soit 48,4%). Sur les 359 du territoire national 213 sont à l'œuvre sur les sites traditionnels c'est-à-dire essentiellement en Tarentaise. Les 146 personnes employées à Bourges par FFDM-PNEUMAT représentent une augmentation de 41 %. Et cette prise n'est sans doute pas la dernière : « De nouvelles acquisitions en vue ? C'est incontournable pour conquérir des marchés extérieurs » affirmait-on récemment.
L'achat de FFDM-PNEUMAT n'est que l'aspect le plus spectaculaire de cette capacité de renouvellement. Avec les trois fils de jamy : Marc, Edouard et Jean-François, l'actuel PDG, la quatrième génération est à l'œuvre et on est tenté de hasarder l'expression de saga familiale .L'affaire reste, en effet, solidement tenue en mains par les membres de la famille qui détiennent près des trois quarts du capital. Et par-delà les actionnaires, c'est l'ensemble de la clientèle qui est invitée à soumettre ses idées quant à l'amélioration des fabrications ou à leur renouvellement. si l'on en juge par cet appel à la collaboration par le biais de la révolution numérique en février 2018 grâce à une plateforme communautaire. II faut souhaiter que cette évolution continue de profiter prioritairement à la commune de Tours, son berceau natal.

## Culture et patrimoine local

### Lieux et monuments

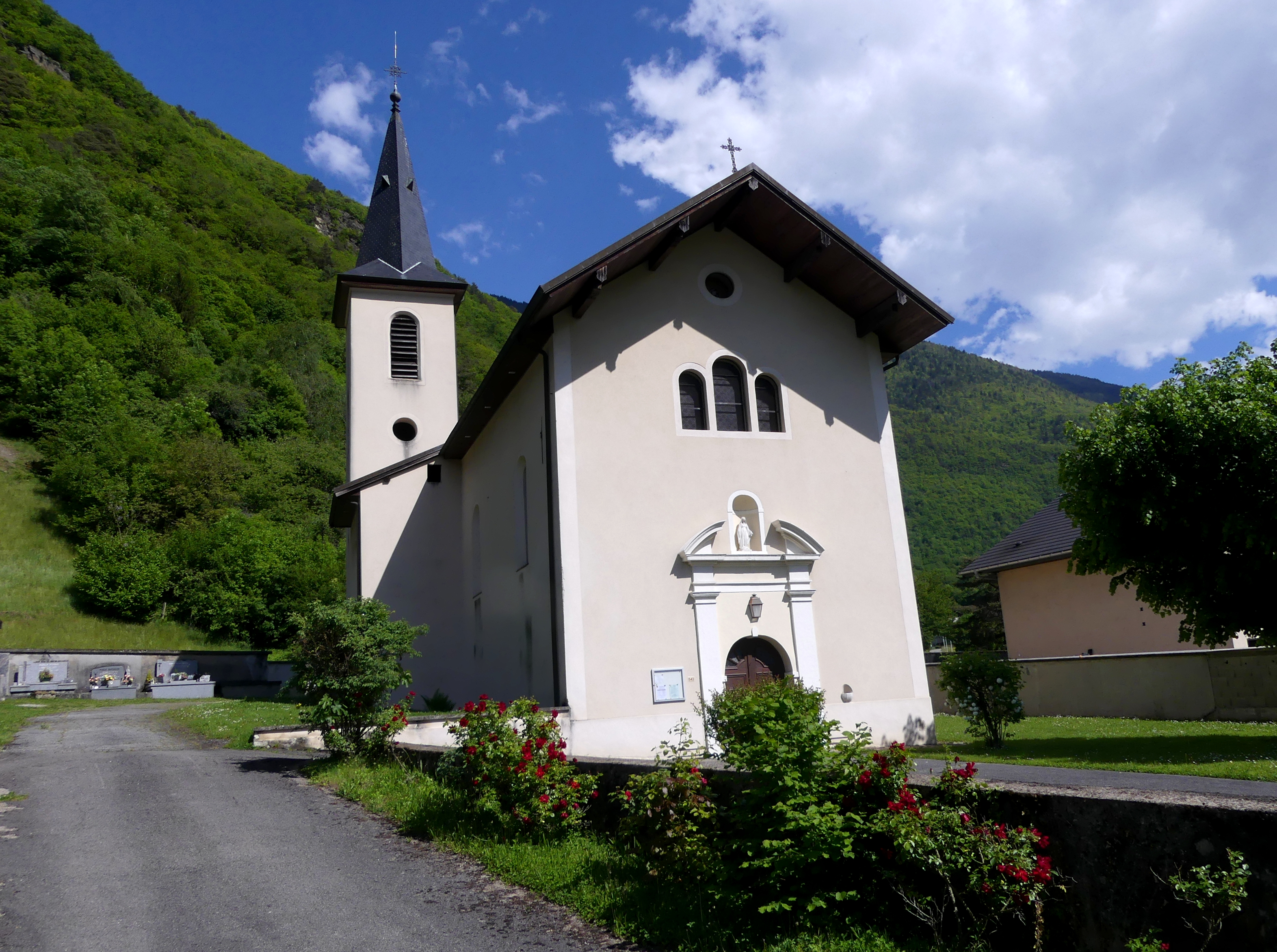
Église Saint-Piat.

- L'église Saint-Piat de Tours du village qui est complètement excentrée du centre du village.
- Le château et son église.
- La chapelle Sainte-Apoline.
- La chapelle Saint-Clément, au sommet du village, juste au-dessus des digues de protection du village.
- La micro-centrale électrique, complètement enterrée.

### Héraldique
| Blason de Tours-en-Savoie | Blason  | Parti: au 1) de gueules à la croix d'argent, au 2) d'argent à la grappe de deux cerises de gueules, tigées et feuillées de sinople. |
| Blason de Tours-en-Savoie | Détails | Le statut officiel du blason reste à déterminer.                                                                                    |